# 4-ethylguajakol
4-ethylguajakol (zkráceně 4-EG) je organická sloučenina, derivát fenolu. Vzniká společně s 4-ethylfenolem (4-EP) ve víně a pivu působením kvasinek rodu Brettanomyces. Je-li přítomen v koncentraci vyšší než asi 600 µg/l, může vínu dodat aroma slaniny, hřebíčku nebo kouře.